# Macho (1993)
Macho, im Original Huevos de oro, was wörtlich „goldene Eier“ bedeutet, ist ein spanischer Spielfilm aus dem Jahre 1993. Regie führte bei diesem Erotikdrama Bigas Luna, der Koautor des Drehbuchs ist.

## Handlung

### Ausgangslage
Benito und Miguel sind zwei befreundete Kameraden, die ihren Militärdienst in Melilla absolvieren. Auf dem Bau verrichten sie schwere Arbeit. Mit dabei ist Benitos tumber Kumpel Mosca. Benito träumt davon, als Bauunternehmer aufzusteigen und ein eigenes Wasserbecken für Hummer zu besitzen. Dass Miguel plötzlich mit Rita zusammen ist, macht ihn sauer. In einer Strandkneipe fällt ihm die angehende Schauspielerin Claudia auf, die lasziv auf dem Tisch tanzt; ihr Hintern gefällt ihm.

### Weiterer Verlauf
Benito bietet Claudia an, seine Sekretärin zu werden, und sie rammeln miteinander. Obwohl er erst von ihr verlangt, ausschließlich ihm zu gehören, fordert er sie auf, mit einem älteren Bankier zu schlafen, damit er von diesem einen Kredit für sein erstes Bauprojekt bekommt. Es gelingt ihr aber nicht, den Bankier zu überzeugen. Dafür hat sie die Idee, dass Benito dessen Tochter Marta heiraten könnte, um zu Geld zu kommen. Nach der Heirat lebt er seine Vorliebe für Rolex-Uhren und Schlager von Julio Iglesias aus. Auf der Baustelle, auf der Benito das höchste Gebäude der Stadt hochzieht, taucht Rita auf. Sie und Miguel haben finanzielle Probleme und sie bittet ihn um Geld. Er verlangt von ihr, sich ihm auf der Dachterrasse des Gebäudes hinzugeben, und beschäftigt dafür fortan Miguel auf der Baustelle. Bei seinem Besuch bei Claudia beklagt diese zornig, dass er sie mit Blumen abspeise und zu selten bei ihr erscheine. Sie gibt zu, mit Martas Vater, dem Bankier zu verkehren, und steckt ihren Büstenhalter in seinen Veston. Marta, misstrauisch geworden, durchsucht in der Nacht seine Jacke, findet den fremden BH und macht ihm Vorwürfe. Daraufhin holt Benito Claudia in seine Villa, legt sie zur schlafenden Marta ins Bett und fordert sie auf, zu seiner Ehefrau zärtlich zu sein. Marta erwacht. Nach einem heftigen Streit verlässt er den Raum und die beiden Frauen, die am selben Mann leiden, freunden sich an. Benito kommt zu den beiden zurück und es ergibt sich ein flotter Dreier. Er tut seine Philosophie kund: „Ich habe zwei Eier, also habe ich zwei goldene Rolex. Ich habe zwei von allen Dingen.“
Nach einer Feier, an der Claudia sich mit einem anderen Kerl abgibt, fährt Benito sie nach Hause, rasend vor Eifersucht, und verschuldet einen Unfall, bei dem sie getötet wird. Marta pflegt den verkrüppelten Benito und bekundet ihre Liebe zu ihm. Bald hat er sich körperlich erholt, doch ein Partner zieht sich vom Bauprojekt zurück, und Martas Vater ist ruiniert. Benito bleibt nur sein Freund Mosca, der aber auf dem Bau in eine Stromleitung stürzt und umkommt. Als Benito die Striptänzerin Ana für Sexspielchen in die Villa anschleppt, trennt sich Marta von ihm. Er zieht mit Ana in die Vereinigten Staaten, wo sie einige öde Monate verbringen. Sie bezahlt seinen Gärtner Bob, damit er es ihr besorgt, wozu Benito nicht mehr in der Lage ist. Nachdem Benito dessen gewahr geworden ist, lässt sie sich von beiden Männern gleichzeitig nehmen. Benito endet weinend und verzweifelt.

## Kritik
Nachdem Macho an den Filmfestspielen von San Sebastián einen Sonderpreis erhalten hatte, fragte der film-dienst: „Wie schlecht muß ein spanischer Film eigentlich sein, um in San Sebastian keinen Preis zu gewinnen?“ Der Film biete keine Satire, dafür „reichlich Fleischbeschau (die mit Erotik wenig zu tun hat) und ein schauerlich vorgestriges Frauenbild“.